# 玉林園
株式会社玉林園（ぎょくりんえん）は、和歌山県和歌山市出島にある製茶会社。
製茶業のほか、食品製造業、飲食業も手がける。フードコート 「グリーンコーナー」を和歌山市を中心に展開する。 
世界初の抹茶ソフトクリーム「グリーンソフト」の開発で知られる。また、天かす入りラーメン「天かけラーメン」も生み出し、和歌山市におけるソウルフードの地位を築く。
業務向け商品も多く、売上の多くは回転寿司チェーン店やハンバーガーチェーン店などに卸しているデザート類である。

## 沿革
- 1736年 - 始業[3]。茶の製造と輸出を現在の和歌山市梶取付近で行い、煙草の輸入及び製造、塩干物の販売を河内屋の屋号で和歌山市東鍛冶屋町で営む。
- 1854年 - 株式会社玉林園として創業。茶の製造の機械化と茶の貿易港の神戸港から清水港への転換に伴い、茶の製造販売、塩干物の販売を専業とする。
- 1913年 - 和歌山市本町2丁目に移転。茶の販売を専業とする。
- 1956年 - 株式会社玉林園を設立。
- 1958年 - 抹茶入りソフトクリーム「グリーンソフト」を開発。

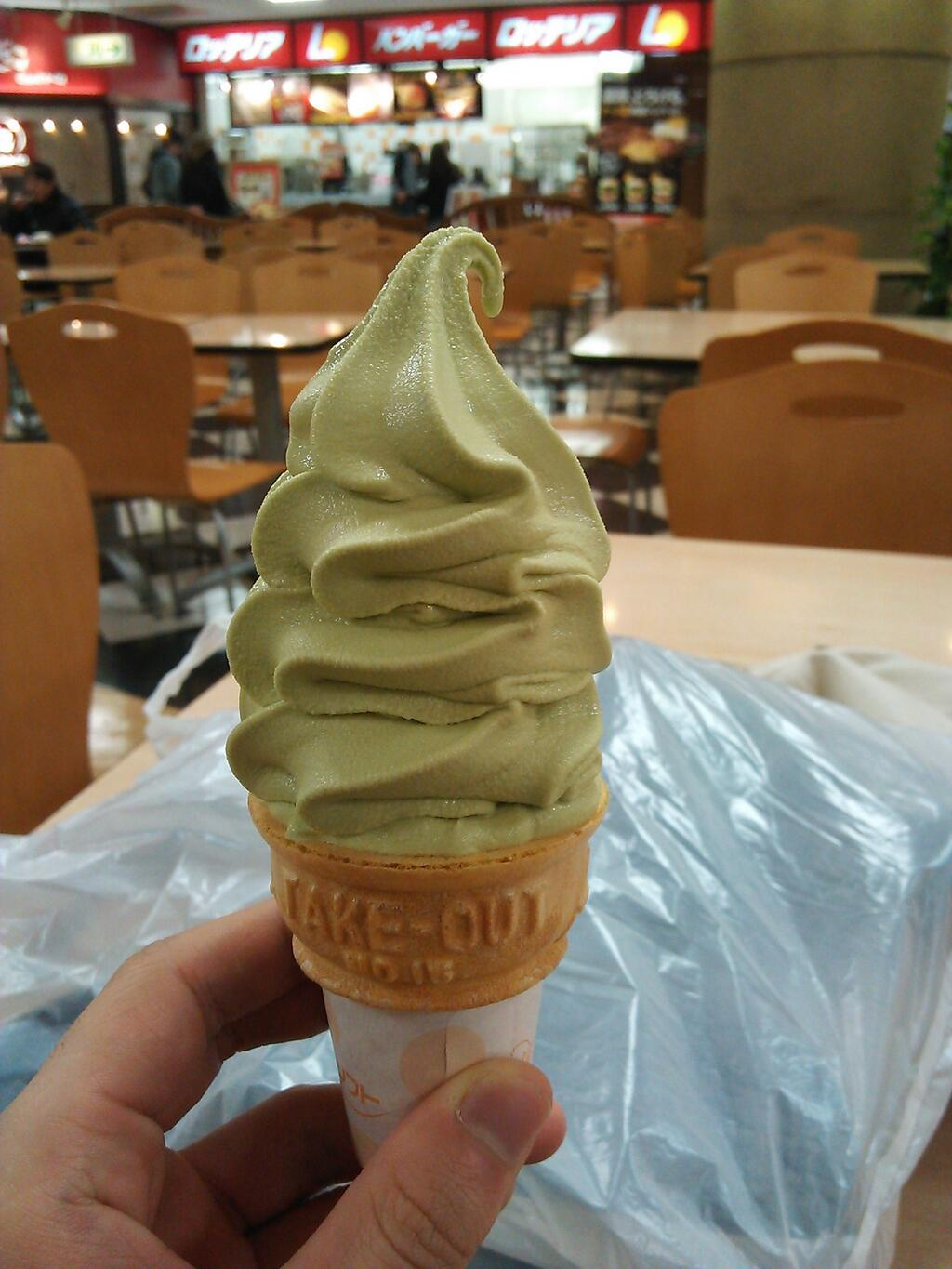
グリーンソフト

- 1960年 - 飲食店「グリーンコーナー」1号店を近鉄ビルに初出店[4]。（この1号店は既に閉店）
- 1990年 - 和歌山市北島に本部事務所、本社工場が完成。
- 2008年3月26日 - 和歌山県より「和歌山県百年企業」の表彰を受ける。
- 2012年12月16日 - 和歌山市出島に本社・工場を移転する[5]。

## 店舗
和歌山県和歌山市に5店舗、グリーンコーナーを構える。本店とイズミヤ和歌山店では茶販売も行う。本店には、本社及び工場、茶道具販売も併設されている。
かつてはフランチャイズ制を採用していた。
- 本店（和歌山市出島）
- 築地橋店
- イズミヤ和歌山店
- イオンモール店（イオンモール和歌山店内）
- KISHU  CHAYA  玉林園（キーノ和歌山2Ｆ）

## 過去に存在した店舗
- FC貴志川神戸店
- FC海南店
- 延時店（スーパーウジタ延時店内）
- FC古屋店（スーパーウジタ古屋店敷地内）
- 岩出店（プライスカット岩出店敷地内）

※イズミヤ川辺店